# Etik (scientologi)
Enligt scientologikyrkan kan etik definieras som de handlingar som en individ vidtar angående sig själv för att försäkra sin fortsatta överlevnad längs med dynamikerna. Detta är någonting personligt. När man är etisk är detta något som personen gör av eget val.
Enligt grundaren L. Ron Hubbards läror bygger scientologietik på idén att det finns grader av etiska uppföranden.

## Gott och ont
I scientologikyrkans officiella position framhåller man att "logiken i Scientologi-etiken är obestridlig och baseras på två nyckel-koncept: gott och ont", och man fortsätter med att konstatera att "ingenting är helt gott, och för att bygga någonting nytt krävs ofta en grad av förstörelse" samt "för att uppskatta vad Scientologi-etik handlar om måste det förstås att gott kan anses vara en konstruktiv överlevnadshandling".

## Statistik
För att scientologer skall kunna fatta etiska beslut som påverkar andra omkring sig förväntas de använda statistiska mätningar för att utvärdera ”måttet på överlevnadspotential”. Kyrkans officiella webbsida om etik förklarar att "med en förståelse av hur man sammanställer, gör grafer av och jämför statistik har Scientologen riklig utrustning för att avgöra exakt vilket tillstånd som en aktivitet befinner sig i, och för att därav kunna avgöra exakt vilka steg han måste ta för att förbättra det tillståndet."
Hubbard konstaterade att alla scientologiorganisationer behöver hålla uppe sin produktionsstatistik och att etikhandlingar måste vidtas mot den medlem som är ansvarig för den aktuella statistiken ifall den fortsätter att gå nedåt.
| ”                                        | "Exempel: en maskinskrivare får ut 500 brev på en vecka. Detta är en statistik. Ifall maskinskrivaren får ut 600 brev nästa vecka är detta en UPPÅT-statistik. Ifall skrivaren får ut 300 brev är detta en NEDÅT-statistik.... syftet är att hålla produktionen (statistiken) uppe." | „ |
| – L. Ron Hubbard, HCOPL 1 september 1965 | |   |

Enligt Scientologi-handboken kan, och bör, Scientologi-metoden med statistik tillämpas på individer, grupper, organisationer och vilken produktions-aktivitet som helst inom och utanför Scientologin. Hubbard föreskriver en väldigt specifik metod att plotta statistiker på grafer, för att man sedan skall kunna analysera dessa grafer utifrån fem nivåer av "Etik-tillstånd". De huvudsakliga kategorierna av dessa tillstånd är:
- Icke-existens-tillstånd: linjen på grafen går nedåt brant eller vertikalt.
- Faro-tillstånd: linjen på grafen går nedåt diagonalt.
- Nödläges-tillstånd: linjen på grafen fortsätter vara jämn, eller går aningen nedåt.
- Normal-tillstånd: linjen på grafen går aningen uppåt.
- Tillströmnings-tillstånd: linjen på grafen går kraftigt uppåt.

Enligt Scientologi-handboken däremot, är hela uppsättningen av tillstånd dessa: (rankade från det högsta till det lägsta):
- Makt
- Maktväxling
- Tillströmning
- Normal verksamhet
- Nödläge
- Fara
- Icke-existens
- Belastning
- Tveksamhet
- Fiende
- Svek
- Förvirring

## Etik-skydd
År 1965 utfärdade Hubbard policybrevet HCOPL den 1 september 1965 (återutfärdat 5 oktober 1985) med titeln "Etik-skydd". I detta brev framför han att "Etik-handlingar används ofta för att hantera individuella nedåt-statistiker. En person som inte gör sitt jobb blir en måltavla för Etiken " och fortsätter mer detaljerat att beskriva hur en scientolog kan skydda sig själv mot Etik-bestraffningar genom att vara mer produktiv och hålla uppe statistiken:
"Kortfattat så kan en personalmedlem komma undan med mord så länge som hans statistik är uppe och han kan inte nysa utan att man slår ner på honom ifall den är nere."

Ifall personal-medlemmens produktion är tillräckligt hög (vilket bevisas genom en uppåt-statistik), blir Scientologen immun mot Etik-processen, även om de öppet har begått överträdelser:
"När människor börjar rapportera en personal-medlem med en hög statistik, så är den som du skall undersöka personen som lämnade in rapporten. I en uråldrig armé erkändes ett i synnerhet modigt verk av att titeln Kha-Khan tilldelades som belöning. Detta var inte en rang. Personen fortsatte att vara det som han var, MEN han var berättigad att förlåtas dödsstraffet tio gånger i framtiden ifall han gjorde något fel. Detta var en Kha-Khan. Detta är vad producerande personalmedlemmar med höga statistiker är – Kha-Khaner. De kan komma undan med mord utan att Etiken ens blinkar.... Och Etiken måste känna igen en Kha-Khan när den ser en – och riva sönder pappren med rapporter om dåligt beteende hos personen med en gäspning."

## Bestraffning
Forskaren Jon Atack har uttryckt bekymmer för att i fel händer kan scientologietiken användas på ett godtyckligt och absurt vis, som på 1960-talet när brittiska Saint Hill-scientologer förklarade en lokal pajaffär vara "Suppressiv" för att man inte tillhandahöll äppelpaj i tillräckliga mängder för deras smak och tycke.

## Kritisk analys
Professor Stephen A. Kent citerar Hubbards deklaration att "syftet med etiken är att ta bort mot-intentioner ifrån omgivningen. Och när man har åstadkommit detta blir syftet att ta bort annan-intentioner från omgivningen " och "allt som etiken egentligen är till för är helt enkelt att den är det där ytterligare tilläggsverktyget som gör det möjligt att få in [Scientologi-]teknologin. Detta är etikens hela syfte; att få in teknologin".
Vad Kent menar att detta översätts till är "en märklig sorts moral som enbart gynnar (Scientologi-kyrkan) ... I vardagligt språk så är syftet med Scientologi-etik att eliminera motståndare och därefter att eliminera folks intressen för andra saker än scientologi. I denna 'etiska' miljö skulle scientologin ha möjlighet att införa sina kurser, sin filosofi och sitt ’rättvise-system’ – dess så-kallade teknologi – in i samhället."

## Källhänvisningar
1. 1 2  https://web.archive.org/web/20060617232906/http://scientologyethics.org/scientology-ethics.htm
2. ↑  https://web.archive.org/web/20060617232336/http://scientologyethics.org/page02.htm
3. ↑  https://web.archive.org/web/20060616081621/http://scientologyethics.org/page06.htm
4. ↑  Benjamin, Eilliot P.H.D. MODERN RELIGIONS: AN EXPERIENTIAL ANALYSIS AND EXPOSÉ. ISBN 9781257082612.
5. ↑  ”The Conditions of Life - States of Operation - Scientology Handbook”. www.scientologyhandbook.org. http://www.scientologyhandbook.org/conditions/sh10_2.htm. Läst 5 januari 2019.
6. ↑  Hubbard Communications Office, HCOPL 1 Sep 1965, "Ethics Protection".
7. ↑  Atack, Jon, "A Piece of Blue Sky", Kapitel 2
8. ↑  ”Institut für Vergleichende Kulturforschung” (på tyska). Philipps-Universität Marburg. https://www.uni-marburg.de/de/fb03/ivk. Läst 5 januari 2019.